# 릴리야 누루트디노바
릴리야 포아토브나 누루트디노바(러시아어: Ли́лия Фоа́товна Нурутди́нова, 1963년 12월 15일 ~ )는 러시아의 은퇴한 육상 선수로 주 종목은 중거리이다.
나베레즈니예첼니에서 태어났으며, 바르셀로나에서 열린 1992년 하계 올림픽에 나가 800m 경기에서 은메달을 획득하였다.

## 도핑
1993년 세계 육상 선수권 대회에서 단백동화 스테로이드인 스타노졸롤 양성 반응을 보였고, 그 후 4년간 선수 자격 정지 처분을 받았다.